# اچ‌ام‌اس تلیس‌من (ان۷۸)
اچ‌ام‌اس تلیس‌من (ان۷۸) (به انگلیسی: HMS Talisman (N78)) یک زیردریایی بود که طول آن ۲۷۵ فوت (۸۴ متر) بود. این زیردریایی در سال ۱۹۴۰ ساخته شد.